# En mand af betydning
En mand af betydning er en dansk film fra 1941. Folkeligt lystspil.
- Manuskript Leck Fischer og Fleming Lynge
- Instruktion Emanuel Gregers

Blandt de medvirkende kan nævnes:
- Osvald Helmuth
- Sigrid Horne-Rasmussen
- Inger Stender
- Poul Reichhardt
- Helge Kjærulff-Schmidt
- Tove Bang
- Aage Fønss
- Peter Nielsen
- Carl Viggo Meincke
- Charles Wilken
- Sigurd Langberg
- Gerda Madsen
- Hans-Ulrik Neumann
- Asta Hansen
- Petrine Sonne
- Alex Suhr